# Elachistocleis ovalis
Elachistocleis ovalis is een soort uit de onderfamilie Gastrophryninae van de familie smalbekkikkers (Microhylidae). De soort komt voor in Midden- en Zuid-Amerika.

## Uiterlijke kenmerken
Elachistocleis ovalis is een relatief kleine kikker van ongeveer 40 mm groot. Het lichaam is afgeplat en ovaal van vorm. De kop is kort met een puntige snuit. De poten zijn kort en robuust.

## Verspreiding
Elachistocleis ovalis komt in Panama voor in twee gescheiden populaties, één in Chiriquí en één aan de oostzijde van het schiereiland Azuero en in de provincies Panamá en Coclé. De soort heeft een groot verspreidingsgebied in Zuid-Amerika ten oosten van de Andes van Colombia tot in Bolivia. Elachistocleis ovalis leeft in graslanden en regenwouden tot op 500 meter boven zeeniveau. De kikker is plaatselijk algemeen en kan ook overleven in landbouwgebieden en landelijke tuinen.

## Leefwijze
Elachistocleis ovalis leeft in de strooisellaag en in boomholen. De kikker voedt zich met mieren en termieten. Tijdens het droge seizoen verschuilt Elachistocleis ovalis zich onder de grond. Voortplanting vindt plaats tijdens het regenseizoen in open, overstroomde gebieden. 